# 小樽築港駅
小樽築港駅（おたるちっこうえき）は、北海道小樽市築港にある北海道旅客鉄道（JR北海道）函館本線の駅である。駅番号はS13。電報略号はタコ。事務管理コードは▲130117。
その名の通り、小樽港を築く（建設する）ため、建設工事に使用する資材を運び入れるために開業した駅である。かつては操車場（貨物ヤード）・機関区を擁する大規模な駅であった。現在は操車場跡地が商業施設などとして再開発され、特別快速・快速「エアポート」、快速「ニセコライナー」が停車する。
本項では、駅周辺にある日本貨物鉄道（JR貨物）のコンテナ集配基地（オフレールステーション）である小樽築港オフレールステーション（小樽築港ORS）についても記載する。

## 歴史
- 1910年（明治43年）11月21日：国有鉄道函館本線の駅として、小樽駅（初代・現在の南小樽駅） - 朝里駅間に開業[1][7]。一般駅[1]。
- 1918年（大正7年）10月：2代目駅舎竣工[6]。
- 1927年（昭和2年）7月1日：小樽機関庫廃止し、「小樽築港機関庫」設置。
- 1928年（昭和3年）：手宮駅の石炭船積設備能力不足及び老朽化対策として小樽築港の石炭船積設備整備第1期工事着工。
- 1932年（昭和7年）7月1日：函館本線（貨物支線）当駅 - 浜小樽駅間開業[3]。操車場操業開始。
- 1936年（昭和11年）9月1日：小樽築港機関庫を「小樽築港機関区」と改称。
- 1937年（昭和12年）
  - 3月25日：石炭船積設備整備第1期工事竣工。貯炭場及び陸上桟橋、海上桟橋（長さ144 m、幅35.25 m）[8]設置。貯炭場線、積出線敷設。
  - 4月：石炭船積設備整備第2期工事着工。
- 1940年（昭和15年）2月：石炭船積設備整備第2期工事竣工。積出装置拡張。
- 1949年（昭和24年）6月1日：日本国有鉄道法施行に伴い、日本国有鉄道（国鉄）に継承。
- 1950年（昭和25年）2月10日：「小樽築港客貨車区」設置。
- 1964年（昭和39年）10月1日：小口貨物取扱い上屋新設。南小樽駅・小樽駅の小口および小口混載貨物取扱い廃止し、当駅へ集約。
- 1965年（昭和40年）10月1日：車扱貨物取扱い上屋新設。南小樽駅・小樽駅の車扱貨物取扱い廃止し、当駅へ集約。
- 1968年（昭和43年）
  - 4月1日：石炭船積設備及び海上桟橋廃止。
  - 8月28日：函館本線小樽駅 - 滝川駅間が電化（交流20,000V・50Hz）。
- 1980年（昭和55年）10月1日：小樽築港客貨車区が「札幌客貨車区小樽築港支区」となる。
- 1982年（昭和57年）3月1日：荷物の取扱廃止[9]。
- 1984年（昭和59年）
  - 2月1日：函館本線（貨物支線）当駅 - 浜小樽駅間廃止[3]。
  - 3月31日：業務委託駅となる[10]。
  - 6月10日 - 8月26日：旧浜小樽駅方面の貨物支線を構内側線として用い臨時駅「会場前駅」を開設、'84小樽博覧会へのアクセス路線として使用。

### 貨物輸送廃止後
- 1986年（昭和61年）11月1日：貨物の取扱いを廃止し、旅客駅となる[1]。小樽築港コンテナセンター設置し、自動車代行輸送開始。
- 1987年（昭和62年）
  - 3月1日：小樽築港機関区が「小樽運転区」（現在の小樽運転所）と改称。
  - 4月1日：国鉄分割民営化に伴い、北海道旅客鉄道（JR北海道）の駅となる[1]。コンテナセンターは日本貨物鉄道（JR貨物）に継承。
- 1988年（昭和63年）4月1日：業務委託駅から直営駅に戻る[11]。
- 1998年（平成10年）12月1日：小樽運転所が小樽駅構内に移転。
- 1999年（平成11年）
  - 2月16日：大型商業施設「マイカル小樽」（現在のウイングベイ小樽）開業に先駆け、自由連絡通路（マリンロード）供用開始[12]。
  - 2月26日：3代目駅舎業務開始[13][14][15]。駅自動放送、自動改札機導入[16]。
- 2006年（平成18年）4月1日：小樽築港コンテナセンターが「小樽築港オフレールステーション」と改称。
- 2007年（平成19年）10月1日：駅ナンバリング実施[報道 1]。
- 2008年（平成20年）10月25日：ICカードKitaca使用開始[報道 2]。
- 2017年（平成29年）11月1日：再び業務委託化[17]。

## 駅構造
島式ホーム1面2線を有する橋上駅。鉄骨2階建となる駅舎デザインはJR北海道と姉妹提携しているデンマーク国鉄（DSB）との共同で決定し、襖・障子をイメージとして上部をガラス張り、下部を石造りとした近代的なデザインとなっている。総工費13億円のうち7億円を小樽市が負担した。
小樽駅が管理し、北海道ジェイ・アール・サービスネットが駅業務を行う業務委託駅である。みどりの窓口・自動券売機・話せる券売機・自動改札機・エレベーター・エスカレーター設置。駅の南北を自由連絡通路（マリンロード）で結んでいる。
かつて小樽築港機関区のあった駅の北西に、保線車両・除雪車両の留置線や資材基地が置かれている。「C62ニセコ」運転当時は、C62 3はここで整備され運転に向かっていた。

### のりば
| 番線 | 路線      | 方向 | 行先                         |
| ---- | --------- | ---- | ---------------------------- |
| 1    | ■函館本線 | 上り | 小樽・倶知安方面             |
| 2    | ■函館本線 | 下り | 札幌・新千歳空港・岩見沢方面 |

（出典：JR北海道：駅の情報検索）

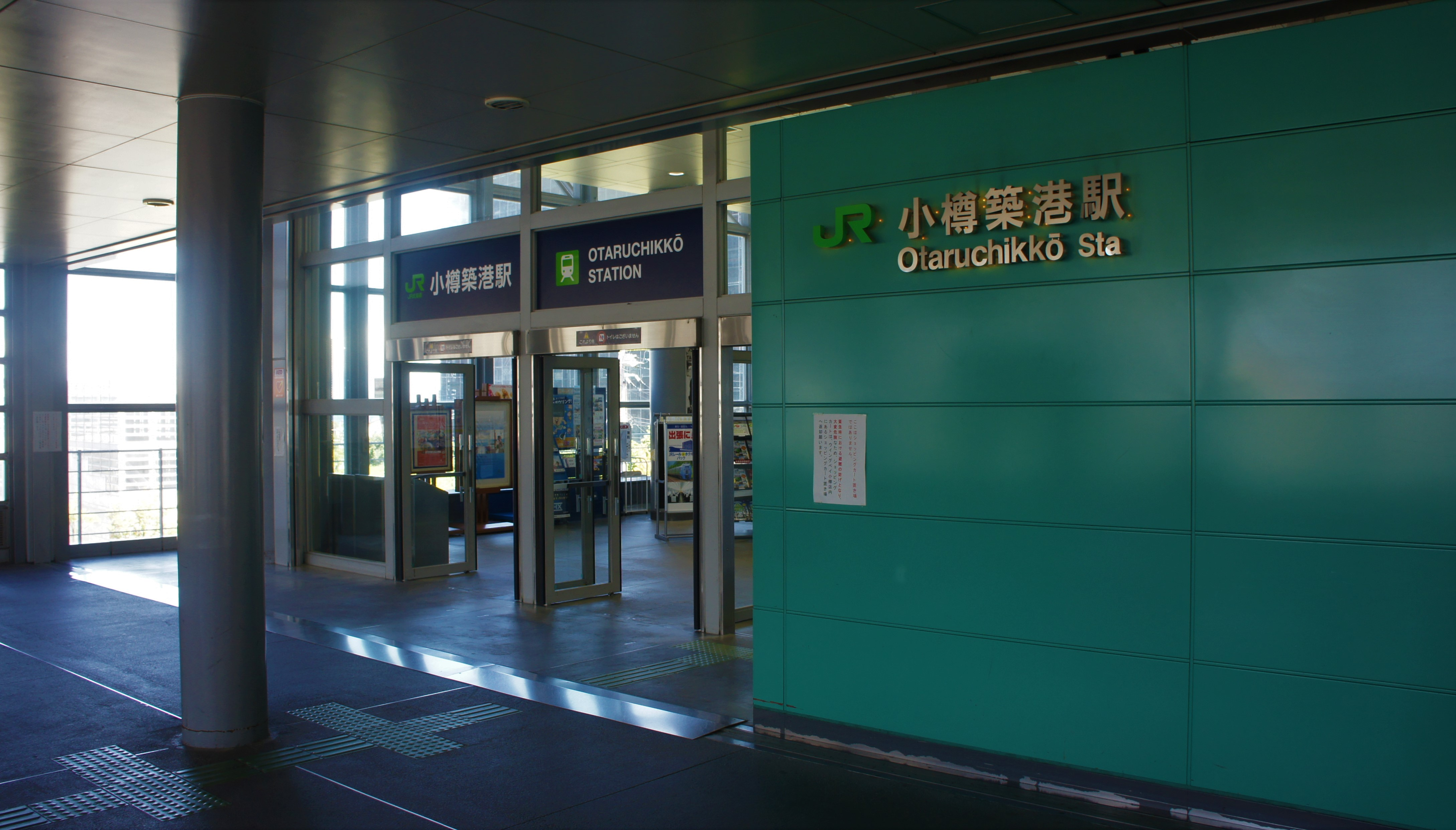
駅出入口（2018年9月）
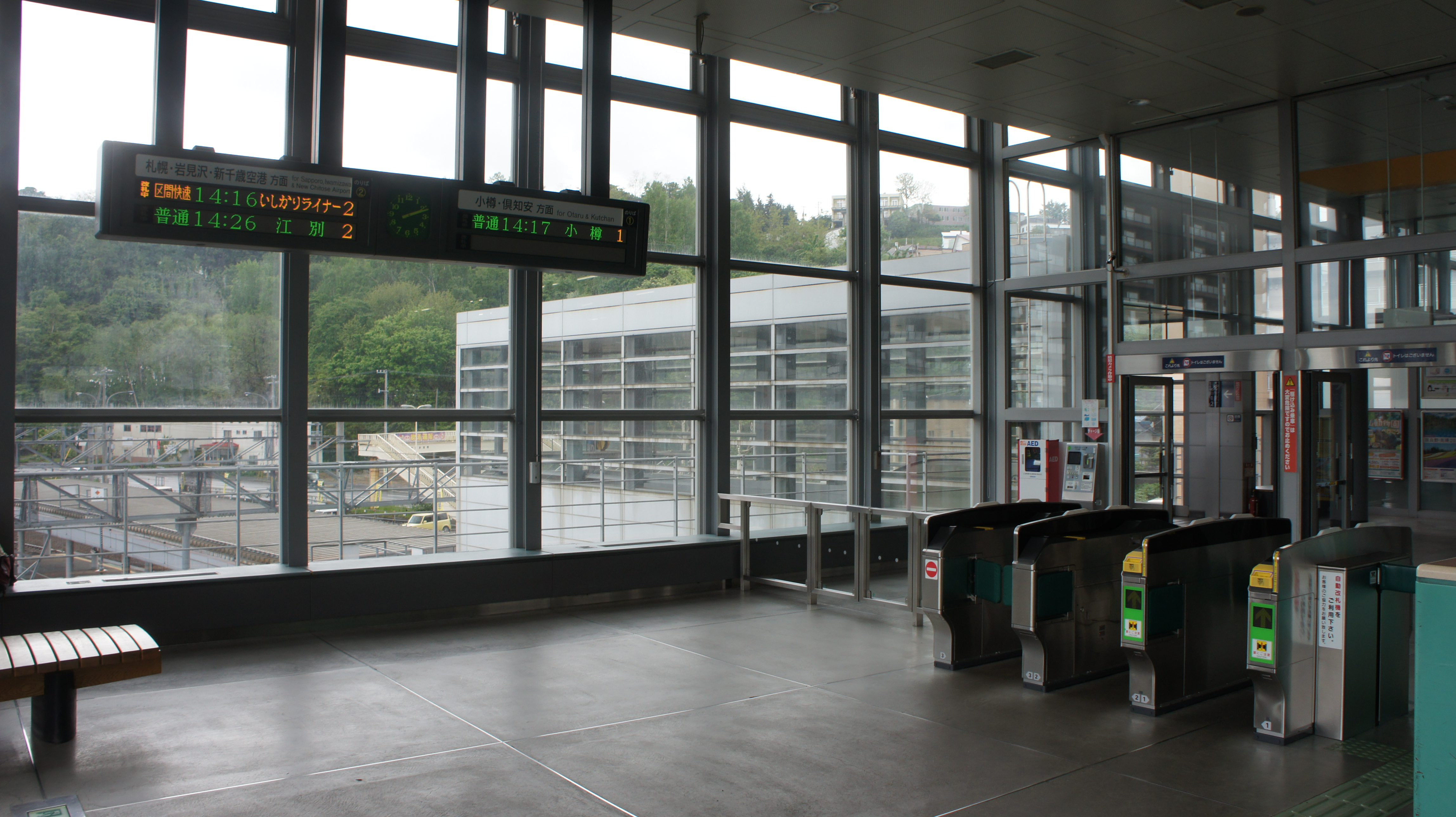
改札口（2017年5月）
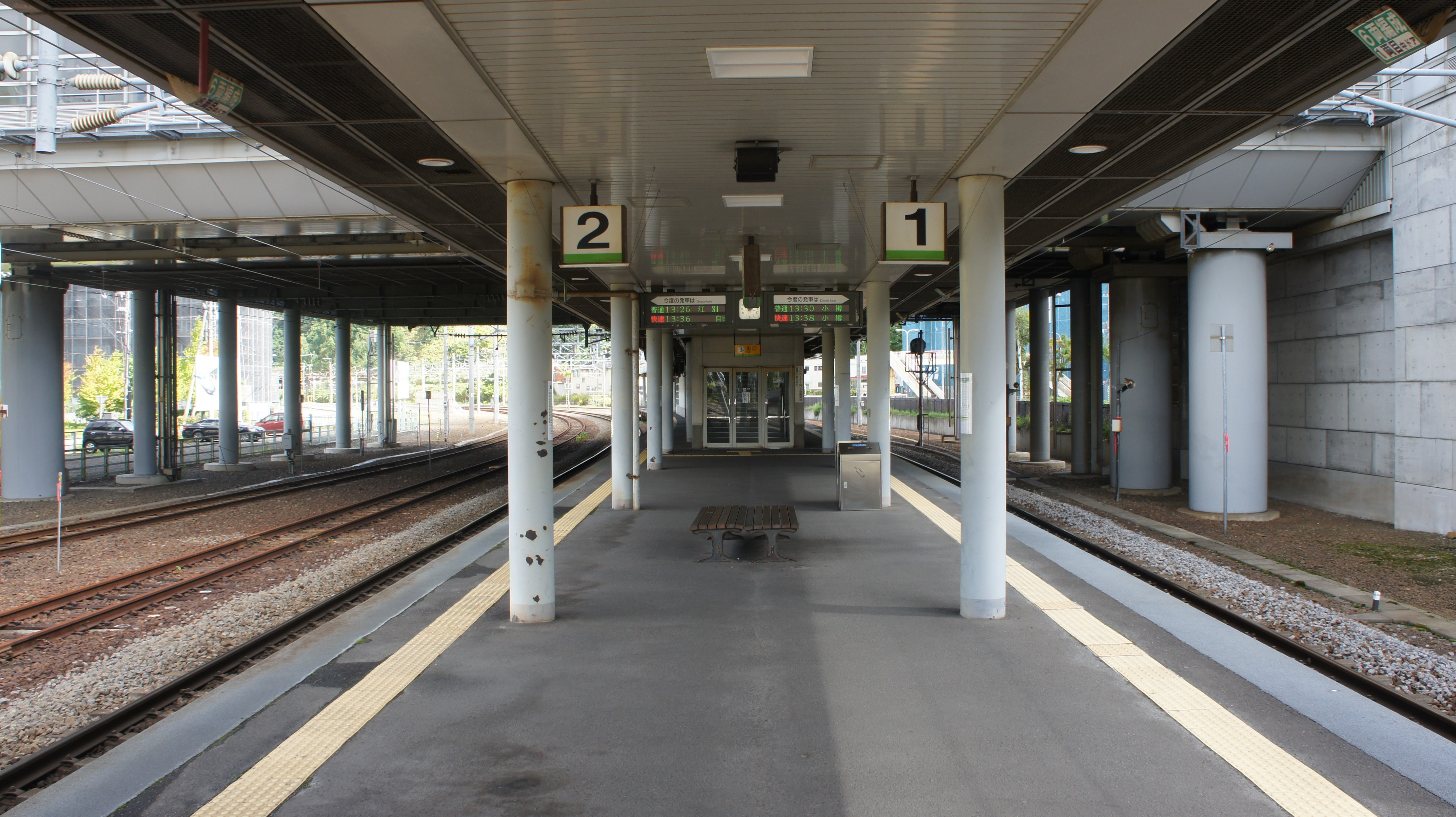
ホーム（2018年9月）

## 小樽築港オフレールステーション
JR貨物のコンテナ集配基地で、小樽築港駅の西側1 kmほどの場所にある。ここでは12 ftコンテナのみを取り扱っている。貨物列車の代替のトラック便が札幌貨物ターミナル駅との間に1日4往復運行する。
国鉄分割民営化前の1986年（昭和61年）11月に小樽築港駅での貨物の取扱いが廃止された。同時に小樽築港コンテナセンターが設置され、トラック代行輸送が開始された。その後、2006年（平成18年）4月に、コンテナセンターからオフレールステーションに改称した。

## 利用状況
乗車人員の推移は以下の通り。年間の値のみ判明している年度は日数割で算出した参考値を括弧書きで示す。出典が「乗降人員」となっているものについては1/2とした値を括弧書きで乗車人員の欄に示し、備考欄で元の値を示す。
また、「JR調査」については、当該の年度を最終年とする過去5年間の各調査日における平均である。
| 年度               | 乗車人員（人） | 乗車人員（人） | 乗車人員（人） | 出典            | 備考                                                 |
| 年度               | 年間           | 1日平均        | JR調査         | 出典            | 備考                                                 |
| ------------------ | -------------- | -------------- | -------------- | --------------- | ---------------------------------------------------- |
| 1920年（大正09年） | 100,434        | (275.2)        |                | [ 18 ]          |                                                      |
| 1921年（大正10年） | 106,522        | (291.8)        |                | [ 18 ]          |                                                      |
| 1922年（大正11年） | 101,692        | (278.6)        |                | [ 18 ]          |                                                      |
| 1923年（大正12年） | 121,321        | (331.5)        |                | [ 18 ]          |                                                      |
| 1924年（大正13年） | 157,941        | (432.7)        |                | [ 18 ]          |                                                      |
| 1925年（大正14年） | 186,973        | (512.3)        |                | [ 18 ]          |                                                      |
| 1926年（昭和1年）  | 188,016        | (515.1)        |                | [ 18 ]          |                                                      |
| 1927年（昭和2年）  | 197,699        | (540.2)        |                | [ 18 ]          |                                                      |
| 1928年（昭和3年）  | 203,034        | (556.3)        |                | [ 18 ]          |                                                      |
| 1929年（昭和4年）  | 205,255        | (562.3)        |                | [ 18 ]          |                                                      |
| 1930年（昭和5年）  | 137,449        | (376.6)        |                | [ 18 ]          |                                                      |
| 1931年（昭和6年）  | 112,780        | (308.1)        |                | [ 18 ]          |                                                      |
| 1932年（昭和7年）  | 98,459         | (269.8)        |                | [ 18 ]          |                                                      |
| 1934年（昭和9年）  | 96,150         | (263.4)        |                | [ 18 ]          |                                                      |
| 1935年（昭和10年） | 100,089        | (273.5)        |                | [ 18 ]          |                                                      |
| 1936年（昭和11年） | 108,347        | (296.8)        |                | [ 18 ]          |                                                      |
| 1937年（昭和12年） | 105,410        | (288.8)        |                | [ 18 ]          |                                                      |
| 1948年（昭和23年） | 273,872        | (750.3)        |                | [ 18 ]          |                                                      |
| 1949年（昭和24年） | 385,543        | (1056.3)       |                | [ 18 ]          |                                                      |
| 1950年（昭和25年） | 360,425        | (987.5)        |                | [ 18 ]          |                                                      |
| 1951年（昭和26年） | 397,177        | (1085.2)       |                | [ 18 ]          |                                                      |
| 1952年（昭和27年） | 371,557        | (1018.0)       |                | [ 18 ]          |                                                      |
| 1953年（昭和28年） | 327,938        | (898.5)        |                | [ 18 ]          |                                                      |
| 1954年（昭和29年） | 288,394        | (790.1)        |                | [ 18 ]          |                                                      |
| 1955年（昭和30年） | 241,473        | (659.8)        |                | [ 18 ]          |                                                      |
| 1956年（昭和31年） | 209,033        | (572.7)        |                | [ 18 ]          |                                                      |
| 1957年（昭和32年） | 218,665        | (599.1)        |                | [ 18 ]          |                                                      |
| 1958年（昭和33年） | 241,856        | (662.6)        |                | [ 18 ]          |                                                      |
| 1959年（昭和34年） | 245,000        | (669.4)        |                | [ 19 ] [ 注 2 ] | 以下、年間値は千人単位のものを人換算                 |
| 1960年（昭和35年） | 275,000        | (753.4)        |                | [ 19 ] [ 注 2 ] |                                                      |
| 1961年（昭和36年） | 266,000        | (728.8)        |                | [ 19 ] [ 注 2 ] |                                                      |
| 1962年（昭和37年） | 245,000        | (671.2)        |                | [ 19 ] [ 注 2 ] |                                                      |
| 1963年（昭和38年） | 254,000        | (694.0)        |                | [ 19 ] [ 注 2 ] |                                                      |
| 1964年（昭和39年） | 302,000        | (827.4)        |                | [ 19 ] [ 注 2 ] |                                                      |
| 1965年（昭和40年） | 312,000        | (854.8)        |                | [ 19 ] [ 注 2 ] |                                                      |
| 1966年（昭和41年） | 320,000        | (876.7)        |                | [ 19 ] [ 注 2 ] |                                                      |
| 1967年（昭和42年） | 315,000        | (860.7)        |                | [ 19 ] [ 注 2 ] |                                                      |
| 1968年（昭和43年） | 341,000        | (934.2)        |                | [ 19 ] [ 注 2 ] |                                                      |
| 1969年（昭和44年） | 321,000        | (879.5)        |                | [ 19 ] [ 注 2 ] |                                                      |
| 1970年（昭和45年） | 261,000        | (715.1)        |                | [ 19 ] [ 注 2 ] |                                                      |
| 1971年（昭和46年） | 257,000        | (702.2)        |                | [ 19 ] [ 注 2 ] |                                                      |
| 1972年（昭和47年） | 488,000        | (1337.0)       |                | [ 19 ] [ 注 2 ] |                                                      |
| 1973年（昭和48年） | 453,000        | (1241.1)       |                | [ 19 ] [ 注 2 ] |                                                      |
| 1974年（昭和49年） | 233,000        | (638.4)        |                | [ 19 ] [ 注 2 ] |                                                      |
| 1975年（昭和50年） | 246,000        | (672.1)        |                | [ 19 ] [ 注 2 ] |                                                      |
| 1976年（昭和51年） | 257,000        | (704.1)        |                | [ 19 ] [ 注 2 ] |                                                      |
| 1977年（昭和52年） | 249,000        | (682.2)        |                | [ 19 ] [ 注 2 ] |                                                      |
| 1978年（昭和53年） | 247,000        | (676.7)        |                | [ 19 ] [ 20 ]   |                                                      |
| 1979年（昭和54年） | 258,000        | (704.9)        |                | [ 19 ]          |                                                      |
| 1980年（昭和55年） | 263,000        | (720.5)        |                | [ 19 ]          |                                                      |
| 1981年（昭和56年） | 266,000        | (728.8)        |                | [ 19 ]          |                                                      |
| 1982年（昭和57年） | 273,000        | (747.9)        |                | [ 19 ]          |                                                      |
| 1983年（昭和58年） | 280,000        | (765.0)        |                | [ 19 ]          |                                                      |
| 1984年（昭和59年） | 281,000        | (769.9)        |                | [ 19 ]          |                                                      |
| 1985年（昭和60年） | 282,000        | (772.6)        |                | [ 19 ]          |                                                      |
| 1986年（昭和61年） | 285,000        | (780.8)        |                | [ 19 ]          |                                                      |
| 1987年（昭和62年） | 264,000        | (721.3)        |                | [ 19 ]          |                                                      |
| 1988年（昭和63年） | 283,000        | (775.3)        |                | [ 19 ]          |                                                      |
| 1989年（平成元年） | 299,000        | (819.2)        |                | [ 19 ]          |                                                      |
| 1990年（平成02年） | 326,000        | (893.2)        |                | [ 19 ]          |                                                      |
| 1991年（平成03年） | 335,000        | (915.3)        |                | [ 19 ]          |                                                      |
| 1992年（平成04年） | 381,000        | (1043.8)       |                | [ 19 ]          |                                                      |
| 1993年（平成05年） | 430,000        | (1178.1)       |                | [ 19 ]          |                                                      |
| 1994年（平成06年） | 432,000        | (1183.6)       |                | [ 19 ]          |                                                      |
| 1995年（平成07年） | 430,000        | (1174.9)       |                | [ 19 ]          |                                                      |
| 1996年（平成08年） | 404,000        | (1106.8)       |                | [ 19 ]          | 同年小樽築港駅周辺地区再開発事業基盤整備着手         |
| 1998年（平成10年） | 550,000        | (1506.8)       |                | [ * 2 ]         |                                                      |
| 1999年（平成11年） | 1,518,000      | (4147.5)       |                | [ * 2 ]         | 新駅舎開業、マリンロード開業、「マイカル小樽」開業。 |
| 2000年（平成12年） | 1,325,000      | (3630.1)       |                | [ * 2 ]         |                                                      |
| 2001年（平成13年） | 1,219,000      | (3339.7)       |                | [ * 2 ]         |                                                      |
| 2002年（平成14年） | 1,026,000      | (2811.0)       |                | [ * 2 ]         |                                                      |
| 2003年（平成15年） | 987,000        | (2696.7)       |                | [ * 3 ]         |                                                      |
| 2004年（平成16年） | 968,000        | (2652.1)       |                | [ * 4 ]         |                                                      |
| 2005年（平成17年） | 955,000        | (2616.4)       |                | [ * 5 ]         |                                                      |
| 2006年（平成18年） | 945,000        | (2589.0)       |                | [ * 5 ]         |                                                      |
| 2007年（平成19年） | 929,000        | (2538.3)       |                | [ * 5 ]         |                                                      |
| 2008年（平成20年） | 913,000        | (2501.4)       |                | [ * 5 ]         |                                                      |
| 2009年（平成21年） | 887,000        | (2430.1)       |                | [ * 5 ]         |                                                      |
| 2010年（平成22年） | 869,000        | (2380.8)       |                | [ * 6 ]         |                                                      |
| 2011年（平成23年） | 855,000        | (2336.1)       |                | [ * 6 ]         |                                                      |
| 2012年（平成24年） | 879,000        | (2408.2)       |                | [ * 6 ]         |                                                      |
| 2013年（平成25年） | 918,000        | (2515.1)       |                | [ * 7 ]         |                                                      |
| 2014年（平成26年） | 923,000        | (2528.8)       |                | [ * 7 ]         |                                                      |
| 2015年（平成27年） | 915,000        | (2500.0)       |                | [ * 7 ]         |                                                      |
| 2016年（平成28年） | 903,000        | (2474.0)       |                | [ * 8 ]         |                                                      |
| 2017年（平成29年） | 913,000        | (2501.4)       |                | [ * 8 ]         |                                                      |
| 2018年（平成30年） | 919,000        | (2517.8)       |                | [ * 9 ]         |                                                      |
| 2019年（令和元年） | 893,000        | (2439.9)       |                | [ * 10 ]        |                                                      |
| 2020年（令和02年） | 585,000        | (1602.7)       |                | [ * 11 ]        |                                                      |
| 2021年（令和03年） | 626,000        | (1715.1)       |                | [ * 1 ]         |                                                      |
| 2022年（令和04年） | 733,000        | (2008.2)       |                | [ * 1 ]         |                                                      |

## 駅周辺

ウイングベイ小樽（2012年6月）

1980年（昭和55年）の日本国有鉄道（国鉄）貨物ヤード機能廃止による遊休地を有効活用するため、小樽市は小樽築港駅周辺地区の土地利用の見直しを決定し 、魅力あるウォーターフロントを創出するために土地区画整理事業「小樽築港駅周辺地区土地区画整理事業」（ふるさとの顔づくりモデル土地区画整理事業）を行い、小樽築港駅も南北の駅前広場と自由通路、新駅舎の建設が決まり、1999年（平成11年）に完成した。駅舎は自由連絡通路（マリンロード）によって「ウイングベイ小樽」に直結している。新日本海フェリー「小樽フェリーターミナル」までは車で約5分の距離に位置している。南口は駅前に「小林多喜二住居跡」碑や国道5号があるほか、北海道小樽水産高等学校への最寄口になっている。
- 築港臨海公園
- 北海道立総合研究機構環境・地質研究本部地質研究所小樽庁舎
- 国土交通省北海道開発局小樽開発建設部小樽港湾事務所
- 石原裕次郎記念館（2017年（平成29年）8月31日に閉館）
- 小樽港マリーナ
- 小樽シーポートマーケット
- 新倉屋総本舗
- 北海道済生会小樽病院
- 新南樽市場

## バス路線
駅南側の国道5号上に「小樽築港駅」停留所、北側のウイングベイ小樽側に「ぱるて築港」停留所がある。
- 「小樽築港駅」停留所（南口）
  - 北海道中央バス - 小樽市内線、札幌方面高速バス（路線詳細は北海道中央バスおたもい営業所、北海道中央バス真栄営業所、札樽線 (北海道中央バス)を参照）[23]
  - ジェイ・アール北海道バス - 札樽線 [24]
- 「ぱるて築港」停留所（ウイングベイ側）
  - 北海道中央バス - 小樽市内線[23]

## 隣の駅
北海道旅客鉄道（JR北海道）
■函館本線

南小樽駅 (S14) - 小樽築港駅 (S13) - 朝里駅 (S12)

### かつて存在した路線
日本国有鉄道（国鉄）
函館本線（貨物支線）
小樽築港駅 - （貨）浜小樽駅